# Innocent (série télévisée, 2021)
Pour les articles homonymes, voir Innocent.
Innocent (espagnol : El inocente) est une mini-série thriller espagnole créée par Oriol Paulo et basée sur le roman éponyme de Harlan Coben. Elle est sortie le 30 avril 2021 dans le monde sur Netflix.

## Synopsis
Neuf ans après avoir été impliqué dans une bagarre et avoir tué accidentellement un jeune, Mateo (Mario Casas) tente de construire sa vie avec sa femme Olivia (Aura Garrido), ils seront cependant surpris par de nouveaux évènements qui déchireront à nouveau leur vie.

## Caractéristiques

### Fiche technique
- Titre français : Innocent
- Titre original : espagnol : El inocente
- Création : Oriol Paulo, Jordi Vallejo et Guillem Clua

 Sauf indication contraire, les informations mentionnées dans cette section peuvent être confirmées par la base de données cinématographiques IMDb,  présente dans la section « Liens externes ».

### Production
L'Innocent est l'un des quatorze romans de Harlan Coben adaptés en série télévisée, à la suite de l'acquisition des droit d'adaptation par Netflix en 2018 (révélée en 2019) pour une production qui débute en septembre 2020.
Constituée de huit épisodes, la série est produite par Sospecha Films et Think Studio. Les scénaristes sont Oriol Paulo, Jordi Vallejo et Guillem Clua.
La série a été tournée dans différents endroits de Catalogne et en grande partie à Barcelone,.
Le cadre secondaire de Marbella a été recréé dans le Maresme (Sant Pol de Mar) et Lloret de Mar, la bande-annonce est sortie le 5 mars 2021 et annoncé pour le 30 avril 2021,.

## Distribution

### Personnages principaux
- Mario Casas (VF : Julien Allouf) : Mateo Vidal[12]
- Alexandra Jiménez (VF : Pascale Mompez) : Lorena Ortiz[12]
- Aura Garrido (VF : Marie Tirmont) : Olivia Costa[12]
- José Coronado (VF : Jérôme Rebbot) : Teo Aguilar[12]
- Martina Gusmán (VF : Laurence Dourlens) :Kimmy Dale[13]
- Juana Acosta (VF : Laëticia Lefebre) : Emma Durán Mazas[13]
- Gonzalo de Castro : Jaime Vera[13]
- Anna Alarcón (VF : Anne Dolan) : Zoe Flament
- Ana Wagener (VF : Ariane Deviègue) : Sonia Miralles[12],[13]
- Javier Beltrán (VF : Jérôme Berthoud) : Óscar Crespo
- Miki Esparbé : Aníbal Ledesma[13]
- Xavi Sáez (VF : David Krüger) : Ibai Sáez[12],[14]
- Jordi Coll (VF : Guillaume Bourboulon) : Ismael Vidal Rivera
- Anna Alarcón (VF : Anne Dolan) : Zoe Flament[12],[14]
- Susi Sánchez (VF : Véronique Augereau) : Sœur Irene[12],[13]
- Mima Riera (VF : Jessica Monceau) : Mara Bernal
- Miquel Sitjar (VF : Laurent Morteau) : Toni Osias
- Josean Bengoetxea (VF : Bruno Dubernat) : Comisario Oliete
- Ariadna Cabrol (VF : Caroline Ami Burgues) : Eva
- Aleida Torrent (VF : Caroline Ami Burgues) : Veronica
- Sonia Espbotsa (VF : Caroline Ami Burgues) : Officier de police
- Asia Ortega (VF : Caroline Ami Burgues) : Cassandra

 Source, : et 
Version française
- Studio : Cinephase
- Adaptation : Mélody Das Neves et Marie Jo Aznar
- Direction artistique : Catherine Brot
- Enregistrement : Nicolas Bourrelier
- Mixage : Pascal Jimenez
- Chargé de projet : Aude Barthellemy

 Source et légende : version française (VF) sur RS Doublage

## Épisodes
Le 30 avril 2021, Netflix diffuse les 8 épisodes dans le monde entier.
1. Épisode 1
2. Épisode 2
3. Épisode 3
4. Épisode 4
5. Épisode 5
6. Épisode 6
7. Épisode 7
8. Épisode 8